# Mosquée de Behram-bey
La mosquée de Behram-bey (en bosnien : Behram-begova džamija ou Behram-efendijina džamija) est une mosquée située à Banja Luka, l'actuelle capitale de la république serbe de Bosnie en Bosnie-Herzégovine. Construite à la fin du XVIe siècle ou au début du XVIIe siècle, elle est inscrite sur la liste des monuments nationaux de Bosnie-Herzégovine.
Détruite en 1993 lors de la guerre de Bosnie-Herzégovine, elle a été partiellement reconstruite en 1999.

## Localisation
La mosquée de Behram-bey est située rue Avde Gazića dans le faubourg de Desna Novoselija sur la rive droite de la rivière Vrbas.

## Histoire
La mosquée de Behram-bey a été construite à la fin du XVIe siècle ou début du XVIIe siècle. Selon la tradition, elle a été édifiée sur l'ordre de Behram-effendi ; selon la même tradition, son frère était Osman-bey Đumišić, qui a lui aussi commandité une mosquée dans le quartier de Gornji Šeher à Banja Luka. Behram-effendi faisait partie d'un ordre de derviches.
Détruite en 1993 lors de la guerre de Bosnie-Herzégovine, la mosquée a été partiellement reconstruite en 1999.

## Architecture
La mosquée de Behram-bey fait partie des mosquées à sofa et à minaret en bois. Le porche de l'édifice est lui aussi fait de bois. À la droite de l'entrée se trouve une kuja, une petite salle semi-souterraine destinée au culte et à la prière ; on y descend par cinq marches de pierre. La salle, construite à taille humaine, mesure 3,10 m de long et 1,60 m de large, pour une hauteur de 1,90 m, avec une voûte en berceau. Le long des murs gauches et droits courent deux étagères où l'on pouvait déposer des bougies ou des livres. Le mur du fond est occupé par un mirhab surmonté d'une petite fenêtre.